# Led Zeppelin Remasters
Led Zeppelin Remasters са три дългосвирещи плочи (LP), издадени и като две касети и двоен компактдиск, студийна компилация от песни на английската рок-група Лед Зепелин. Албумът е издаден първоначално в Обединеното Кралство и Япония от лейбъла Атлантик Рекърдс на 15 октомври 1990 г.
Подборката е резултат от идеята да се издаде албум на Лед Цепелин в компакт диск формат в края на 1980-те години. Те са една от първите рок-групи, издадени на CD, но при прибързаното желание да се получат дивиденти от новия формат, звукът не е ремастериран, а директно дигитализиран от оригиналните винилови матрици.
За изданието от 1990 г. китаристът Джими Пейдж (който е и продуцент на албумите на групата) лично контролира студийния процес на преработка на звука, базиран на оригиналните ленти.

## Списък на композициите
1990 г. – винил

Страна едно
| No. | Заглавие                                           | Автор (и)                   | Прод. |
| --- | -------------------------------------------------- | --------------------------- | ----- |
| 1   | Communication Breakdown (от Лед Цепелин, 1969 г.)  | Бонъм, Джоунс, и Пейдж      | 2:29  |
| 2   | Babe I'm Gonna Leave You (от Лед Цепелин, 1969 г.) | Bredon, Пейдж, Плант        | 6:42  |
| 3   | Good Times Bad Times (от Лед Цепелин, 1969 г.)     | Бонъм, Джоунс, Пейдж        | 2:48  |
| 4   | Heartbreaker (от Лед Цепелин II, 1969 г.)          | Бонъм, Джоунс, Пейдж, Плант | 4:14  |

Страна две
| No. | Заглавие                                                 | Автор (и)                           | Прод. |
| --- | -------------------------------------------------------- | ----------------------------------- | ----- |
| 1   | Whole Lotta Love (от Лед Цепелин II, 1969 г.)            | Бонъм, Джоунс, Пейдж, Плант, Диксън | 5:34  |
| 2   | Ramble On (от Лед Цепелин II, 1969 г.)                   | Пейдж, Плант                        | 4:23  |
| 3   | Since I've Been Loving You (от Лед Цепелин III, 1970 г.) | Джоунс, Пейдж, Плант                | 7:24  |
| 4   | Celebration Day (от Лед Цепелин III, 1970 г.)            | Джоунс, Пейдж, Плант                | 3:29  |
| 5   | Immigrant Song (от Лед Цепелин III, 1970 г.)             | Пейдж, Плант                        | 2:27  |

Страна три
| No. | Заглавие                                            | Автор (и)                   | Прод. |
| --- | --------------------------------------------------- | --------------------------- | ----- |
| 1   | Black Dog (от Лед Цепелин IV, 1971 г.)              | Джоунс, Пейдж, Плант        | 4:55  |
| 2   | Rock and Roll (от Лед Цепелин IV, 1971 г.)          | Бонъм, Джоунс, Пейдж, Плант | 3:41  |
| 3   | The Battle of Evermore (от Лед Цепелин IV, 1971 г.) | Пейдж, Плант                | 5:51  |
| 4   | Stairway to Heaven" (от Лед Цепелин IV, 1971 г.)    | Пейдж, Плант                | 8:02  |

Страна четири
| No. | Заглавие                                                   | Автор (и)                   | Прод. |
| --- | ---------------------------------------------------------- | --------------------------- | ----- |
| 1   | The Song Remains the Same (от Houses of the Holy, 1973 г.) | Пейдж, Плант                | 5:32  |
| 2   | D'yer Mak'er (от Houses of the Holy, 1973 г.)              | Бонъм, Джоунс, Пейдж, Плант | 4:23  |
| 3   | No Quarter (от Houses of the Holy, 1973 г.)                | Джоунс, Пейдж, Плант        | 7:00  |
| 4   | Houses of the Holy" (от Physical Graffiti, 1975 г.)        | Пейдж, Плант                | 4:02  |

Страна пет
| No. | Заглавие                                            | Автор (и)            | Прод. |
| --- | --------------------------------------------------- | -------------------- | ----- |
| 1   | Trampled Under Foot (от Physical Graffiti, 1975 г.) | Джоунс, Пейдж, Плант | 5:37  |
| 2   | Kashmir (от Physical Graffiti, 1975 г.)             | Бонъм, Пейдж, Плант  | 8:32  |
| 3   | Nobody's Fault but Mine (от Presence, 1976 г.)      | Пейдж, Плант         | 6:27  |

Страна шест
| No. | Заглавие                                             | Автор (и)            | Прод. |
| --- | ---------------------------------------------------- | -------------------- | ----- |
| 1   | Achilles Last Stand (от Presence, 1976 г.)           | Пейдж, Плант         | 10:25 |
| 2   | All My Love (от In Through the Out Door, 1979 г.)    | Джоунс, Плант        | 5:51  |
| 3   | In the Evening (от In Through the Out Door, 1979 г.) | Джоунс, Пейдж, Плант | 6:49  |